# Мех Людмила Григорівна
Людми́ла Григо́рівна Мех (нар. 30 грудня 1951, м. Переяслав-Хмельницький (нині Переяслав) Київської області) — українська журналістка, громадська діячка. Заслужений журналіст України.
Член Національної спілки журналістів України (1982), Національної спілки краєзнавців України (2015).

## Життєпис
Народилася в Переяславі-Хмельницькому на Київщині. Здобула вищу освіту на факультеті журналістики Київського державного університету імені Тараса Шевченка (1976). Закінчила відділення журналістики Вищої партійної школи при ЦК КПУ (1983).
Журналістську діяльність розпочала в газетах Київської області. Після партшколи працювала за направленням редактором макарівської районної газети «Ленінська зоря» (м. Макарів, Київська область) (1983—1990). Через рік роботи журналістські колективи Бородянської, Іванківської, Поліської, Чорнобильської та Макарівської районних газет обрали її керівником творчого об'єднання газет Київського Полісся.
Влітку 1990 року представляла українських журналістів у делегації Спілки журналістів СРСР, запрошеної до США Асоціацією головних редакторів Америки.
У грудні 1990 року затверджена відповідальним секретарем Спілки журналістів України. З жовтня 1992 по квітень 1997 року — заступник голови Спілки журналістів України з міжнародних питань та позаспілкових зв'язків.
З ініціативи й за особистої участі Л. Мех Спілку журналістів України прийнято в члени IFJ (Міжнародна федерація журналістів). Президент України Леонід Кравчук видав указ про святкування 6 червня Дня журналіста (щорічне професійне свято працівників засобів масової інформації України). Свято встановлено 25 травня 1994 року на підтримку ініціативи делегатів I Всеукраїнського з'їзду редакторів газет і журналів. Дата святкування — 6 червня — день прийняття Спілки журналістів України (НСЖУ) до IFJ.
З 1997 року створила кілька журналістських громадських організацій. Співзасновниця Асоціації працівників ЗМІ України (1998), Всеукраїнського автомобільного клубу журналістів (1999), Академії української преси (2000). Із серпня 2001 — засновник і президент Всеукраїнського благодійного фонду «Журналістська ініціатива».

## Творчий доробок
Авторка статей у друкованій пресі («Голос України», «Культура і життя», «Профспілкові вісті», «Пропозиція»), на офіційних вебсайтах НСЖУ, ВБФ «Журналістська ініціатива» та ін. Деякі твори вміщено в художньо-публіцистичних збірниках «Слово — зброя?» (2009), «Золоте перо. Людмила Мех» (2012), «Вогонь його серця. Спогади про Анатолія Москаленка» (2014), колективній монографії «Михайло Іванович Сікорський: творець історії й хранитель часу» (2013), альманаху «Журналіст України» (2019), книжці «Журналісти і Незалежність» (2020) та ін. Член авторського колективу, відповідальний секретар редакційної колегії, авторка розділу підручника для студентів інститутів і факультетів журналістики «Современная журналистика» (1999).

## Громадська діяльність
Президент Всеукраїнського благодійного фонду «Журналістська ініціатива», Всеукраїнського автомобільного клубу журналістів, заступник голови правління Українського фонду миру, член координаційної ради і голова комітету свободи слова і ЗМІ Громадянського парламенту жінок України. Член правління Київської обласної організації Національної спілки краєзнавців України (2022). 
Член комітетів з присудження премій імені Івана Франка в галузі інформаційної діяльності (2010—2018) та імені В'ячеслава Чорновола (2011—2018), член журі Всеукраїнського конкурсу на найкраще періодичне друковане видання для дітей та юнацтва (2011—2018), член журі творчих конкурсів НСЖУ (з 2015), Федерації профспілок України «Захистити людину праці» (2022, конкурс не відбувся через повномасштабне вторгнення в Україну військ РФ). Член журі творчого конкурсу НСЖУ «Інформаційна передова-2022» в номінації «Краща журналістська робота». Член громадської ради при Держкомтелерадіо України (2010—2011 — секретар громадської ради). Член журі (у 2013 р. — співголова журі) Міжнародного відкритого творчого конкурсу журналістів «Срібне перо» (2011—2013, м. Судак, Автономна Республіка Крим). Делегат VII Звітно-виборної конференції Українського фонду культури (20.12.2012).
Член оргкомітетів з підготовки й учасниця низки доброчинних акцій преси: міжнародних журналістських автопробігів «Дорога до Криму: проблеми та перспективи» (2001—2008); всеукраїнських автопробігів журналістів «Схід — Захід: разом назавжди!» (2006), «Пам'ять батьківського подвигу — в серцях наших» (2010); міжнародних ралі журналістів «Київська осінь» (2001—2008); міжнародної фотовиставки «В об'єктиві — автопробіг» (2007, Київ); всеукраїнського семінару «Культура мови — культура нації» (2008, Черкаси; 2011—2012, 2014—2017, Київ; 2013, Переяслав-Хмельницький — Київ); книговидавничого проєкту «Толока Шевченків» (2010, Київ). Брала участь в організації семінару 24 квітня 2018 р. «Дякуємо тобі, Україно!» і конференції 18 травня 2019 р., які провела в Києві Асоціація «Фонд за безпеку продуктів харчування та життя» (Японський проєкт) у партнерстві з ВБФ «Журналістська ініціатива» й НСЖУ), і на запрошення Японського фонду майбутніх поколінь двічі відвідала Японію у складі журналістських делегацій (2018—2019, 2022). Учасниця традиційних «Сікорських читань» у Переяславі на Київщині.
У складі делегацій громадськості брала участь у традиційних днях пам'яті на меморіалах жертвам політичного терору 1937—1938 років (2008, урочище Сандармох у Медвеж'єгорському районі Республіки Карелія; Соловецькі острови, РФ). Учасниця семінарів, науково-практичних конференцій з питань мови. Учасниця Діалогу журналістських організацій України і Росії в Офісі представника ОБСЄ з питань свободи медіа (м. Відень, 2015). Від травня 2022 року, за рекомендацією НСЖУ, учасниця міжнародної програми Journalists-in-Residence Kosovo, партнери якої — Європейська федерація журналістів і НСЖУ (виконавці програми: Європейський центр свободи преси та медіа; Асоціація журналістів Косова).

## Нагороди, відзнаки
- Орден княгині Ольги III ступеня (2012)  — за вагомий особистий внесок у розвиток вітчизняної журналістики, багаторічну сумлінну працю та з нагоди Дня журналіста[18].
- Почесне звання «Заслужений журналіст України» (2016) — за значний особистий внесок у державне будівництво, соціально-економічний, науково-технічний, культурно-освітній розвиток України, вагомі трудові здобутки та високий професіоналізм[19].
- Почесне звання АР Крим «Заслужений журналіст Автономної Республіки Крим» (2011) — за значний особистий внесок у розвиток журналістики в АР Крим, багаторічну сумлінну працю та високий професіоналізм[20].
- Премія Спілки журналістів України «Золоте перо» (1986) — за оперативне і професійне висвітлення у ЗМІ подій, пов'язаних з Чорнобильською катастрофою.
- Нагрудний знак «Почесний працівник туризму України» (2003).
- Відзнака Державтоінспекції — нагрудний знак Міністерства внутрішніх справ України «За бездоганну службу» II ст. (2009) — за багаторічне плідне співробітництво у справі пропаганди безпеки на дорогах нашої держави[21].
- Нагрудний знак Командувача об'єднаних сил Збройних Сил України «За службу та звитягу» III ступеня (2021).
- Диплом Національного конкурсу «Благодійна Україна — 2023» в номінації «Медіа і доброчинність» (2024)[22].

Нагороджена медаллю Українського фонду культури «За подвижництво в культурі» (2001), міжнародними відзнаками Асамблеї ділових кіл України «Золотий Меркурій» — за розвиток вітчизняних засобів масової інформації (1997), «Лаври Слави» — за високий професіоналізм, активну участь у ринкових і соціальних реформах у країні (2011), почесною відзнакою «Інтелект нації» Міжнародної іміджевої програми «Лідери XXI століття» (2006) — за вагомий внесок в інтелектуальний розвиток українського суспільства та високі професійні досягнення. Має почесні грамоти: Держкомтелерадіо України (2017) — за активну роботу в громадській раді при Держкомтелерадіо, участь у формуванні й реалізації державної політики в інформаційній сфері; голови Київської міської ради і Громадського парламенту жінок України. Нагороджена почесною відзнакою Переяслав-Хмельницького державного педагогічного університету імені Григорія Сковороди (2013), грамотою Національної спілки краєзнавців України за значний внесок у розвиток краєзнавчого руху України (2019), спеціальною відзнакою НСЖУ з нагоди 60-річчя творчої спілки журналістів, почесним знаком Київської організації НСЖУ «За особливі заслуги» (Золота медаль «Незалежність») (2019) — за вагомий внесок у розвиток української журналістики, медаллю «За гідність та патріотизм» (2021) Київської організації НСЖУ — за вагомий внесок у державотворення та розвиток української журналістики.
Очолюваний Л. Мех Всеукраїнський благодійний фонд «Журналістська ініціатива» нагороджено: Почесною грамотою Кабінету Міністрів України (2003) за вагомий внесок у розвиток української журналістики, активне формування позитивного іміджу України як демократичної держави; грамотою Національної ради з питань телебачення і радіомовлення (2008); дипломами в номінації «Журналістська акція року» Міжнародного відкритого творчого конкурсу журналістів «Срібне перо» (тричі), дипломом Національного конкурсу «Благодійна Україна — 2019» (2020), Спеціальною відзнакою НСЖУ (2021).

## Захоплення
Література, подорожі, догляд за присадибною ділянкою і будинком Чубука-Подільського в Переяславі на Київщині.